# DDR-Skimeisterschaften 1966
Die 18. DDR-Skimeisterschaften fanden vom 25. bis zum 30. Januar 1966 im thüringischen Brotterode statt. In zehn Entscheidungen der Nordischen Skidisziplinen Langlauf, Skispringen und Nordische Kombination, davon zwei Mannschaftswettbewerben gingen Athleten an den Start. Durch einsetzendes Tauwetter mussten die Laufwettbewerbe auf die sogenannte Grenzwiese am Kleinen Inselsberg in 725 m Höhe verlegt werden. Die Meisterschaften waren zudem die auch die letzten Qualifikationswettkämpfe für die Nordischen Skiweltmeisterschaften in Oslo, die ab dem 17. Februar 1966 stattfanden.

## Langlauf

### Männer

#### 15 km
Über die kurze Laufstrecke hatte Gerhard Grimmer nach seinem Ergebnis über 30 km einiges gutzumachen. Bei dichtem Nebel lag allerdings nach der Hälfte der Strecke das Klingenthaler Duo Röder/Weidlich vorn, Grimmer jedoch knapp dahinter. Im Ziel wurde zunächst lange Helmut Weidlich als Sieger gefeiert, bis Grimmer heranstürmte und eine um 13 Sekunden schnellere Zeit lief. Nach den zwei Meistertiteln im Vorjahr konnte Grimmer nun den Dritten feiern.
Datum: Donnerstag, 27. Januar 1966
| Platz | Sportler             | Mannschaft            | Zeit (h) |
| ----- | -------------------- | --------------------- | -------- |
| 1     | Gerhard Grimmer      | ASK Vorwärts Oberhof  | 59:10    |
| 2     | Helmut Weidlich      | SC Dynamo Klingenthal | 59:23    |
| 3     | Enno Röder           | SC Dynamo Klingenthal | 59:38    |
| 4     | Kurt Albrecht        | ASK Vorwärts Oberhof  | 1:00:18  |
| 5     | Dieter Speer         | SG Dynamo Zinnwald    | 1:00:29  |
| 6     | Dieter Ritter        | SG Dynamo Zinnwald    | 1:00:31  |
| 7     | Georg Kowars         | SC Harz               | 1:00:46  |
| 8     | Hans-Joachim Ficker  | SC Dynamo Klingenthal | 1:00:54  |
| 9     | Karl-Heinz Priebisch | SG Dynamo Zinnwald    | 1:01:01  |
| 10    | Hans Schwarz         | SC Harz               | 1:01:02  |
| 10    | Jürgen Wolf          | SC Dynamo Klingenthal | 1:01:02  |

#### 30 km
Beim Auftaktwettbewerb der Männer konnte Enno Röder die Niederlage des letzten Jahres vergessen machen. 1965 waren Oberhofer Athleten vorn. Doch diesmal lag Röder schon nach 10 Kilometern in Führung, und diese gab er bis zum Ziel auch nicht mehr ab. Klubkamerad Helmut Weidlich sah lange Zeit wie der Vizemeister aus, musste aber nach einem Schwächeanfall auf den letzten 10 Kilometern abreißen lassen und wurde am Ende Vierter. Die Überraschung war der Zinnwalder Biathlet Dieter Speer. Speer, aus der Leichtathletik kommend und erst seit 18 Monaten Biathlet, wurde am Ende mit reichlich einer halben Minute Rückstand Vizemeister. Die erst 20-jährige Nachwuchshoffnung Gert-Dietmar Klause gewann Bronze, Vorjahresmeister Gerhard Grimmer hingegen hatte verwachst und belegte unter 61 Startern einen indiskutablen 26. Platz.
Datum: Dienstag, 25. Januar 1966
| Platz | Sportler            | Mannschaft            | Zeit (h) |
| ----- | ------------------- | --------------------- | -------- |
| 1     | Enno Röder          | SC Dynamo Klingenthal | 1:59:11  |
| 2     | Dieter Speer        | SG Dynamo Zinnwald    | 1:59:48  |
| 3     | Gert-Dietmar Klause | SC Dynamo Klingenthal | 2:00:50  |
| 4     | Helmut Weidlich     | SC Dynamo Klingenthal | 2:01:08  |
| 5     | Helmut Unger        | SC Dynamo Klingenthal | 2:01:24  |
| 6     | Kurt Albrecht       | ASK Vorwärts Oberhof  | 2:02:04  |
| 7     | Fischer             | SC Motor Zella-Mehlis | 2:02:24  |
| 8     | Heinz Kluge         | SG Dynamo Zinnwald    | 2:03:31  |
| 9     | Egon Schnabel       | ASK Vorwärts Oberhof  | 2:03:47  |
| 10    | Böttner             | ASK Vorwärts Oberhof  | 2:04:07  |

#### 50 km
Der erstmals ins Programm genommene Wettbewerb begeisterte gleich durch einen spannenden Verlauf. Nicht die Langlaufspezialisten lagen zwischenzeitlich vorn, sondern Biathlet Dieter Ritter. Allerdings musste er nach über 35 Kilometern langsam abreißen lassen und Helmut Weidlich schob sich unaufhaltsam nach vorn. Nach 44 Kilometern lag Weidlich 9 Sekunden vor Ritter, dieser 7 Sekunden vor Albrecht. Seinen Vorsprung konnte Weidlich auf den letzten Kilometern noch ausbauen, so dass er sich im Ziel mit fast einer Minute Vorsprung vor dem Zweitplatzierten Kurt Albrecht als Meister feiern lassen konnte. Albrecht konnte sich durch eine Energieleistung im letzten Wettbewerb der Meisterschaften noch seine WM-Nominierung sichern.
Datum: Sonntag, 30. Januar 1966
| Platz | Sportler            | Mannschaft                | Zeit (h) |
| ----- | ------------------- | ------------------------- | -------- |
| 1     | Helmut Weidlich     | SC Dynamo Klingenthal     | 3:12:13  |
| 2     | Kurt Albrecht       | ASK Vorwärts Oberhof      | 3:13:07  |
| 3     | Dieter Ritter       | SG Dynamo Zinnwald        | 3:13:34  |
| 4     | Gerhard Grimmer     | ASK Vorwärts Oberhof      | 3:15:02  |
| 5     | Lorenz              | SC Traktor Oberwiesenthal | 3:18:00  |
| 6     | Hans-Joachim Ficker | SC Dynamo Klingenthal     | 3:18:41  |
| 7     | Dieter Speer        | SG Dynamo Zinnwald        | 3:18:44  |
| 8     | Helmut Unger        | SC Dynamo Klingenthal     | 3:20:55  |
| 9     | Kirchner            | SC Harz                   | 3:21:07  |
| 10    | Schneider           | ASK Vorwärts Oberhof      | 3:25:39  |

#### 4 × 10-km-Staffel
Die Staffelentscheidung endete mit einem Ergebnis was so vorher sicher niemand erwartet hätte. War der Sieg der Klingenthaler Staffel um die Topläufer Weidlich und Röder sowie das aufstrebende Talent Klause durchaus zu erwarten gewesen, sorgte die Staffel des noch jungen SC Harz für einen Paukenschlag. Die Staffel, trainiert von Werner Moring, wurde Vizemeister und ließ zum Beispiel die starke Biathletenstaffel aus Zinnwald hinter sich. Die zweite große Überraschung war der fünfte Platz des Vorjahresmeisters aus Oberhof. Sicher spielte das Handicap, dass Kurt Albrecht wegen Skibruch einen Kilometer nur mit einem Ski laufen musste, eine große Rolle. Aber auch ohne dieses Missgeschick sahen die Experten die Staffel nicht in der Verfassung, um den Titel zu verteidigen.
Datum: Freitag, 28. Januar 1966
| Platz | Mannschaft                | Sportler                                                           | Zeit (h) |
| ----- | ------------------------- | ------------------------------------------------------------------ | -------- |
| 1     | SC Dynamo Klingenthal I   | Hans-Joachim Ficker Helmut Weidlich Gert-Dietmar Klause Enno Röder | 2:40:32  |
| 2     | SC Harz                   | Georg Kowars Kirchner Hans Schwarz Wolfgang Dinter                 | 2:43:07  |
| 3     | SG Dynamo Zinnwald I      | Karl-Heinz Priebisch Heinz Kluge Dieter Speer Dieter Ritter        | 2:44:05  |
| 4     | SC Dynamo Klingenthal III | Fischer Rauh Giszas Wolf                                           | 2:44:19  |
| 5     | ASK Vorwärts Oberhof      | Egon Schnabel König Kurt Albrecht Gerhard Grimmer                  | 2:46:10  |
| 6     | SC Traktor Oberwiesenthal | Winter Lorenz Kretzschmar Richter                                  | 2:46:11  |

### Frauen

#### 5 km
Auch den letzten Laufwettbewerb der Frauen konnte Doppelmeisterin Christine Nestler gewinnen, so dass sie die erfolgreichste Athletin der Meisterschaften wurde. Renate Köhler komplettierte den Oberwiesenthaler Doppelerfolg.
Datum: Sonntag, 30. Januar 1966
| Platz | Sportler              | Mannschaft                | Zeit (h) |
| ----- | --------------------- | ------------------------- | -------- |
| 1     | Christine Nestler     | SC Traktor Oberwiesenthal | 20:13    |
| 2     | Renate Köhler         | SC Traktor Oberwiesenthal | 20:28    |
| 3     | Gudrun Schmidt        | SC Motor Zella-Mehlis     | 20:41    |
| 4     | Renate Dannhauer      | SC Motor Zella-Mehlis     | 20:57    |
| 5     | Luise Preiss          | SC Motor Zella-Mehlis     | 21:19    |
| 6     | Elfriede Spiegelhauer | SC Dynamo Klingenthal     | 17:12    |
| 7     | Sigrid Czekay         | SC Motor Zella-Mehlis     | 21:26    |
| 8     | Petra Vogel           | SC Dynamo Klingenthal     | 21:35    |
| 9     | Gabriele Nobis        | SC Dynamo Klingenthal     | 21:41    |
| 10    | Ursula Braun          | SC Motor Zella-Mehlis     | 21:52    |

#### 10 km
Vorjahressiegerin Christine Nestler konnte ihren Titel verteidigen. Allerdings lag sie nach 5 Kilometern erst an siebenter Stelle. Erst durch einen Schlussspurt, begünstigt durch eine steile Abfahrt, konnte Nestler das Rennen gewinnen. Ihre schärfste Konkurrentin, Renate Dannhauer, stürzte bei der Abfahrt in der letzten Runde und verlor so die entscheidenden Sekunden im Kampf um die Meisterschaft. Elfriede Spiegelhauer, zweifache Olympiateilnehmerin und mit 31 Jahren älteste Starterin im 26-köpfigen Feld, belegte einen beachtlichen vierten Platz.
Datum: Mittwoch, 26. Januar 1966
| Platz | Sportler              | Mannschaft                | Zeit (h) |
| ----- | --------------------- | ------------------------- | -------- |
| 1     | Christine Nestler     | SC Traktor Oberwiesenthal | 39:13    |
| 2     | Renate Dannhauer      | SC Motor Zella-Mehlis     | 39:30    |
| 3     | Anna Unger            | SC Dynamo Klingenthal     | 39:34    |
| 4     | Christel Trommer      | SC Dynamo Klingenthal     | 39:41    |
| 4     | Elfriede Spiegelhauer | SC Dynamo Klingenthal     | 39:41    |
| 6     | Gabriele Nobis        | SC Dynamo Klingenthal     | 39:54    |
| 7     | Petra Vogel           | SC Dynamo Klingenthal     | 39:55    |
| 8     | Gudrun Schmidt        | SC Motor Zella-Mehlis     | 40:18    |
| 9     | Renate Köhler         | SC Traktor Oberwiesenthal | 41:41    |
| 10    | Luise Preiss          | SC Motor Zella-Mehlis     | 41:46    |
| 10    | Heidemarie Matthes    | SC Dynamo Klingenthal     | 41:46    |

#### 3 × 5-km-Staffel
Auch die Staffelentscheidung bei den Frauen brachte ein Überraschung. Nach fünf Jahren Klingenthaler Dominanz gelang es nun den Damen aus Oberwiesenthal erstmals wieder, Staffelmeister zu werden. Trotz dreier potentieller WM-Kandidatinnen hatten die Klingenthaler Läuferinnen vor allem gegen Christine Nestler und Renate Köhler das Nachsehen.
Datum: Freitag, 28. Januar 1966
| Platz | Mannschaft                | Sportler                                          | Zeit (h) |
| ----- | ------------------------- | ------------------------------------------------- | -------- |
| 1     | SC Traktor Oberwiesenthal | Christine Zahn Renate Köhler Christine Nestler    | 1:03:06  |
| 2     | SC Dynamo Klingenthal I   | Gabriele Nobis Christel Trommer Anna Unger        | 1:03:49  |
| 3     | SC Dynamo Klingenthal II  | Elfriede Spiegelhauer Brigitte Forner Petra Vogel | 1:04:23  |
| 4     | SC Motor Zella-Mehlis I   | Luise Preiss Gudrun Schmidt Elfriede Dannhauer    | 1:06:36  |

## Nordische Kombination
Nach dem Sprunglauf bahnte sich eine größere Überraschung an, die Favoriten hingegen fanden sich auf hinteren Platzierungen wieder. Das 19-jährige Talent Ralph Pöhland vom SC Traktor Oberwiesenthal lag vorn. Mitfavorit Winterlich lag auf Platz 6, Vorjahresmeister Münzner auf Platz 8, dahinter Weißpflog und Flauger. Allerdings lagen zwischen Platz 1 und 10 nur reichlich 20 Punkte. Im Langlauf zeigte Weißpflog jedoch seine Klasse. Mit 90 Sekunden Rückstand auf Pöhland gestartet, nahm er dem Youngster insgesamt 4 Minuten ab. Pöhland landete am Ende auf Platz 5. Auch Joachim Winterlich erlief noch Bronze, Altmeister Flauger  verpasste diese Medaille nur knapp. Enttäuschend verlief hingegen der Wettbewerb für den Vorjahresmeister Günter Münzner. Er konnte sich nach dem Springen nicht verbessern und wurde noch weiter nach hinten durchgereicht.
Datum: Sprunglauf Freitag, 28. Januar 1966; 15 km Sonnabend, 29. Januar 1966
| Platz | Sportler           | Mannschaft                   | Punkte |
| ----- | ------------------ | ---------------------------- | ------ |
| 1     | Roland Weißpflog   | SC Traktor Oberwiesenthal    | 468,07 |
| 2     | Rainer Dietel      | SC Dynamo Klingenthal        | 455,77 |
| 3     | Joachim Winterlich | SC Traktor Oberwiesenthal    | 454,18 |
| 4     | Günter Flauger     | SC Dynamo Klingenthal        | 453,85 |
| 5     | Ralph Pöhland      | SC Dynamo Klingenthal        | 453,25 |
| 6     | Karl-Heinz Luck    | SC Motor Zella-Mehlis        | 452,20 |
| 7     | W. Leonhardt       | SC Dynamo Klingenthal        | 449,60 |
| 8     | Liebetruth         | ASK Vorwärts Oberhof         | 449,17 |
| 9     | Kühn               | SG Dynamo Johanngeorgenstadt | 440,77 |
| 10    | J. Meinel          | SC Dynamo Klingenthal        | 440,25 |

## Skispringen

### Normalschanze
Auf der ob der frühlingshaften Temperaturen mit Schneezement präparierten Schanzenanlage kam es zum erwarteten Zweikampf zwischen Titelverteidiger Dieter Neuendorf, der auf der vorhergehenden Vierschanzentournee nur knapp den Gesamtsieg verpasst hatte, und dem damaligen Skiflugweltrekordhalter Peter Lesser. Dieser führte auch nach dem ersten Durchgang, Neuendorf konnte aber im zweiten Durchgang vor allem durch bessere Haltungsnoten den Wettbewerb knapp für sich entscheiden.
Datum: Sonnabend, 29. Januar 1966
| Platz | Sportler         | Mannschaft                   | Punkte |
| ----- | ---------------- | ---------------------------- | ------ |
| 1     | Dieter Neuendorf | ASK Vorwärts Brotterode      | 224,1  |
| 2     | Peter Lesser     | SC Motor Zella-Mehlis        | 222,4  |
| 3     | Dieter Bokeloh   | ASK Vorwärts Brotterode      | 207,2  |
| 4     | Veit Kührt       | SC Motor Zella-Mehlis        | 205,1  |
| 5     | Dieter Müller    | SC Traktor Oberwiesenthal    | 201,6  |
| 6     | Rainer Glass     | SC Dynamo Klingenthal        | 198,6  |
| 7     | Rolf Körner      | SC Dynamo Klingenthal        | 197,3  |
| 8     | Wolfgang Stöhr   | SC Dynamo Klingenthal        | 194,1  |
| 9     | Manfred Queck    | SG Dynamo Johanngeorgenstadt | 192,6  |
| 10    | Christoph Rölz   | SG Dynamo Johanngeorgenstadt | 190,8  |

### Großschanze
29 Athleten nahmen am Wettbewerb auf der Großschanze im Oberhofer Kanzlersgrund teil. Einmal mehr setzte sich dabei Dieter Neuendorf vor allem durch seine stilistisch sauberen Sprünge als Meister durch. Dennoch war der Wettkampf vor 6.000 Zuschauern spannend, am Ende trennten nur knapp fünf Punkte den Gold- vom Bronzerang. Dieter Scharf bestätigte seine gute Form, die er auf der Normalschanze mit neuem Schanzenrekord schon gezeigt hatte, und wurde Dritter. Mitfavorit Peter Lesser konnte durch einen Sturz nicht in den Titelkampf eingreifen.
Datum: Sonntag, 30. Januar 1966
| Platz | Sportler             | Mannschaft                   | Punkte |
| ----- | -------------------- | ---------------------------- | ------ |
| 1     | Dieter Neuendorf     | ASK Vorwärts Brotterode      | 244,6  |
| 2     | Horst Queck          | SC Motor Zella-Mehlis        | 241,3  |
| 3     | Dieter Scharf        | SC Traktor Oberwiesenthal    | 239,9  |
| 4     | Veit Kührt           | SC Motor Zella-Mehlis        | 220,8  |
| 5     | Wolfgang Stöhr       | SC Dynamo Klingenthal        | 220,4  |
| 6     | Alfred Lesser        | ASK Vorwärts Brotterode      | 210,0  |
| 7     | Christoph Rölz       | SG Dynamo Johanngeorgenstadt | 208,0  |
| 8     | Dieter Müller        | SC Traktor Oberwiesenthal    | 204,1  |
| 9     | Alfred Bretschneider | SC Motor Zella-Mehlis        | 203,0  |
| 10    | Manfred Queck        | SG Dynamo Johanngeorgenstadt | 202,9  |

## Medaillenspiegel
Der SC Traktor Oberwiesenthal war vor allem durch Christine Nestler der erfolgreichste Sportklub. Die Langläuferin war mit 3 Goldmedaillen erfolgreichster Athlet der Meisterschaften. Der kurzlebige SC Harz konnte 1966 seine einzige Meisterschaftsmedaille verbuchen.
| Medaillenspiegel (nach allen 10 Wettbewerben) | Medaillenspiegel (nach allen 10 Wettbewerben) | Medaillenspiegel (nach allen 10 Wettbewerben) | Medaillenspiegel (nach allen 10 Wettbewerben) | Medaillenspiegel (nach allen 10 Wettbewerben) | Medaillenspiegel (nach allen 10 Wettbewerben) |
| Platz                                         | Mannschaft                                    | Gold                                          | Silber                                        | Bronze                                        | Gesamt                                        |
| --------------------------------------------- | --------------------------------------------- | --------------------------------------------- | --------------------------------------------- | --------------------------------------------- | --------------------------------------------- |
| 1                                             | SC Traktor Oberwiesenthal                     | 4                                             | 1                                             | 2                                             | 7                                             |
| 2                                             | SC Dynamo Klingenthal                         | 3                                             | 3                                             | 4                                             | 10                                            |
| 3                                             | ASK Vorwärts Brotterode                       | 2                                             | 0                                             | 1                                             | 3                                             |
| 4                                             | ASK Vorwärts Oberhof                          | 1                                             | 1                                             | 0                                             | 2                                             |
| 5                                             | SC Motor Zella-Mehlis                         | 0                                             | 3                                             | 1                                             | 4                                             |
| 6                                             | SG Dynamo Zinnwald                            | 0                                             | 1                                             | 2                                             | 3                                             |
| 7                                             | SC Harz                                       | 0                                             | 1                                             | 0                                             | 1                                             |

## WM-Aufgebot
Im Anschluss an die Meisterschaften wurde das Mannschaftsaufgebot für die Nordischen Skiweltmeisterschaften bekanntgegeben. Dabei ging es auf Grund der Qualifizierungsrichtlinien teilweise sehr knapp zu und der eine oder andere erfahrene Athlet zog den Kürzeren. So musste sich Kombinierer Günter Flauger um nur 0,2 Punkte dem jungen Karl-Heinz Luck geschlagen geben. Langläuferin Gudrun Schmidt fehlten am Ende 11 Sekunden für eine WM-Fahrkarte.
Spezialsprunglauf
- Horst Queck (SC Motor Zella-Mehlis)
- Dieter Neuendorf (ASK Vorwärts Brotterode)
- Veit Kührt (SC Motor Zella-Mehlis)
- Peter Lesser (SC Motor Zella-Mehlis)
- Alfred Bretschneider (SC Motor Zella-Mehlis)

Nordische Kombination
- Roland Weißpflog (SC Traktor Oberwiesenthal)
- Joachim Winterlich (SC Traktor Oberwiesenthal)
- Ralph Pöhland (SC Dynamo Klingenthal)
- Rainer Dietel (SC Dynamo Klingenthal)
- Karl-Heinz Luck (SC Motor Zella-Mehlis)

Langlauf
| Männer - Gerhard Grimmer (ASK Vorwärts Oberhof) - Enno Röder (SC Dynamo Klingenthal) - Gert-Dietmar Klause (SC Dynamo Klingenthal) - Helmut Weidlich (SC Dynamo Klingenthal) - Kurt Albrecht (ASK Vorwärts Oberhof) - Helmut Unger (SC Dynamo Klingenthal) | Frauen - Christine Nestler (SC Traktor Oberwiesenthal) - Anna Unger (SC Dynamo Klingenthal) - Gabriele Nobis (SC Dynamo Klingenthal) - Renate Dannhauer (SC Motor Zella-Mehlis) - Christel Trommer (SC Dynamo Klingenthal) |